# روبرت سمولز
روبرت سمولز (5 أبريل 1839- 23 فبراير 1915) هو سياسي أمريكي وناشر ورجل أعمال وقائد سفن بحرية. ولد خلال فترة العبودية في بوفورت بولاية كارولاينا الجنوبية، وتمكن من تحرير نفسه وطاقمه وعائلاتهم خلال الحرب الأهلية الأمريكية عندما استولى على سفينة نقل كونفدرالية، في ميناء تشارلستون، في 13 مايو 1862، وأبحر بها من الميناء عبر المياه الخاضعة لسيطرة الكونفدراليين باتجاه المياه الخاضعة لسيطرة الاتحاد في منطقة بوفورت بورت رويال هيلتون هيد، حيث أصبحت السفينة حربية تابعة للاتحاد. كان له دور في إقناع الرئيس أبراهام لنكولن بقبول تجنيد الأمريكيين من أصل أفريقي في جيش الاتحاد.
عقب انتهاء الحرب الأهلية الأمريكية، عاد روبرت سمولز إلى بوفورت وأصبح سياسيًا، وفاز بانتخابات الهيئة التشريعية لولاية كارولاينا الجنوبية ومجلس النواب الأمريكي عن الحزب الجمهوري خلال حقبة إعادة الإعمار. كتب سمولز تشريعات الولاية التي تنص على إنشاء أول نظام مدارس حكومية مجانية وإلزامية في الولايات المتحدة والذي يقع مقره في ولاية كارولاينا الجنوبية. سمولز هو آخر جمهوري مثّل الدائرة الخامسة في الكونغرس عن ولاية كارولاينا الجنوبية، إلى أن انتُخب ميك مولفاني في عام 2011.

## نشأته
ولد روبرت سمولز في عام 1839 لوالدته ليديا بوليت، امرأة استعبدها هنري ماكي. أنجبت ليديا روبرت في كوخ خلف منزل ماكي، في شارع برينس في بوفورت 511، كارولاينا الجنوبية. نشأ في المدينة متأثرًا بثقافة غولّه في لوكونتري. عاشت والدته خادمة في المنزل لكنها نشأت في الحقول. كان روبرت مفضّلًا على المستعبدين الآخرين، لذلك قلقت والدته بشأن أن يكبر وهو لا يفهم طبيعة محنة عمال الحقول المستعبدين، وطلبت منه أن يعمل في الحقول وأن يشهد عمليات الجلد التي كانت تحدث.
عندما بلغ روبرت الثانية عشر من عمره، وبناءً على طلب والدته، أرسله سيده إلى تشارلستون ليعمل مقابل 16 دولارًا في الأسبوع، وسُمح له بالاحتفاظ بدولار واحد، بينما دفع بقية الأجر لعبيده الآخرين. عمل الشاب في البداية في فندق، ثم في إنارة الشوارع. خلال سنوات مراهقته، دفعه حبه للبحر إلى العثور على عمل في أرصفة وميناء تشارلستون. عمل روبرت محمِّلًا للسفن وعاملًا فيها وصانع أشرعة وشق طريقه إلى قيادة عجلة السفينة، أي عامل دفة إلى حد ما، على الرغم من عدم السماح للأشخاص المستعبدين بحمل هذا اللقب. نتيجة لذلك، أصبح على اطلاع بميناء تشارلستون.
عندما بلغ 17 عامًا، تزوج سمولز بهانا جونز، خادمة فندق مستعبدة، في تشارلستون في 24 ديسمبر 1856. كانت هانا تكبره بخمس سنوات ولديها ابنتان. في فبراير 1858، ولدت طفلتهما الأولى، إليزابيث ليديا سمولز، وأنجبا ابنهما روبرت جونيور بعد ثلاث سنوات، إلا أنه توفي وهو يبلغ من العمر عامين فقط. كان روبرت يطمح إلى شراء حريتهم من خلال دفع ثمنها مباشرة، ولكن السعر كان باهظًا، 800 دولار (أي ما يعادل 24,127 دولارًا في عام 2021). تمكن من توفير نحو 100 دولار فقط، وكان الأمر سيستغرق منه عقودًا ليصل إلى 800 دولار.

## الحرب الأهلية

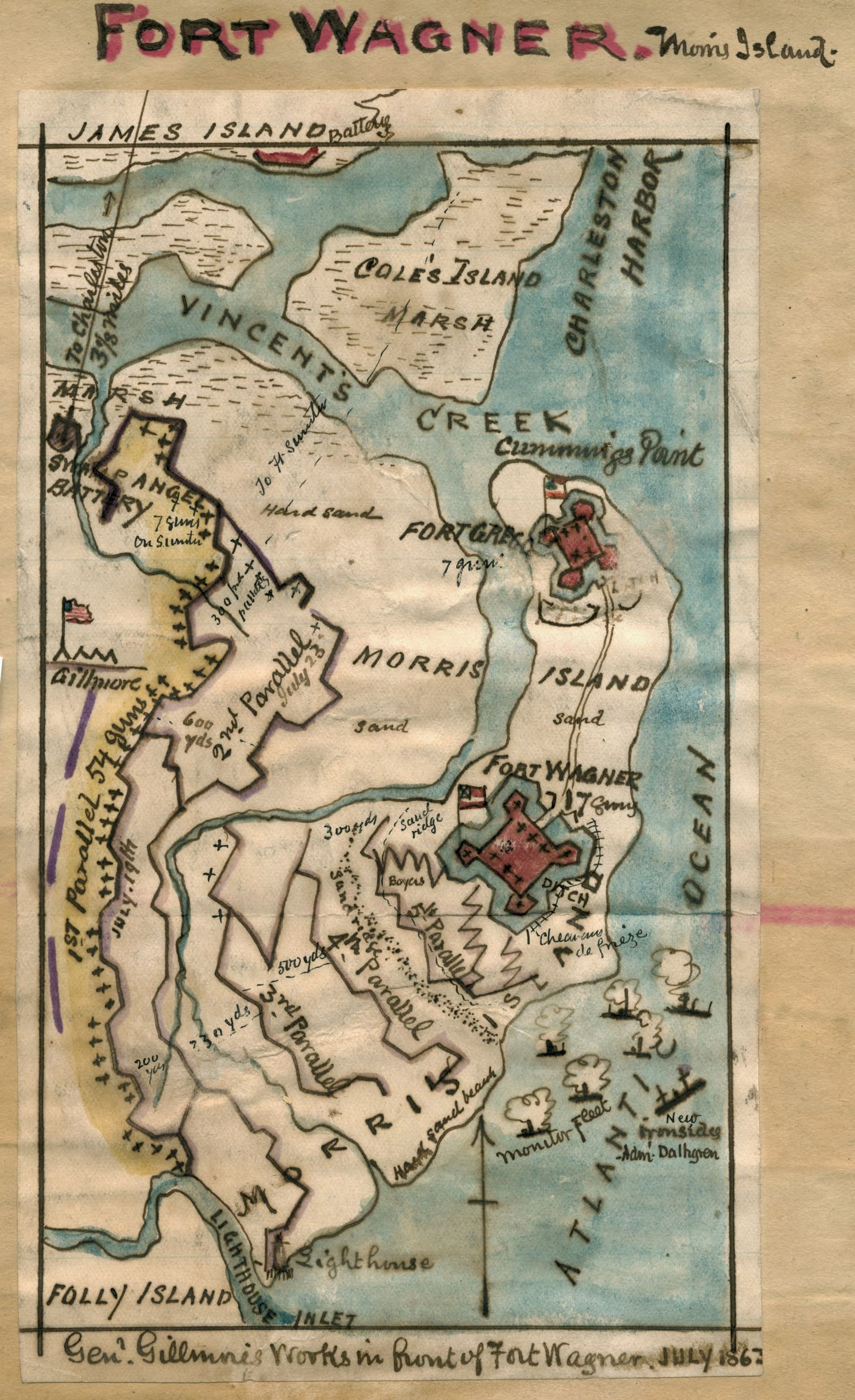
فورت فاغنر ، جزيرة موريس LOC

### الهروب من العبودية
في أبريل 1861، اندلعت الحرب الأهلية الأمريكية تزامنًا مع معركة فورت سمتر في ميناء تشارلستون. في خريف عام 1861، عُيّن سمولز لقيادة عجلة سفينة إس سي سي بلانتر وتوجيهها، وهي سفينة نقل عسكري كونفدرالية خفيفة التسليح بقيادة قائد منطقة تشارلستون العميد روزويل ريبلي. اشتملت المهام الموكلة إلى سفينة بلانتر على استطلاع الممرات المائية وزرع الألغام وتسليم الرسائل. قاد سمولز السفينة في جميع أنحاء ميناء تشارلستون وخارجه، وعبر أنهار المنطقة بمحاذاة ولاية كارولاينا الجنوبية، وعبر سواحل جورجيا وفلوريدا. كان بإمكان سمولز وطاقم بلانتر رؤية سفن الحصار الفيدرالية في الميناء الخارجي، على بعد سبعة أميال من ميناء تشارلستون. تمكن سمولز من اكتساب ثقة طاقم بلانتر ومالكيها، وفي وقت ما من أبريل 1862، بدأ في التخطيط للهروب. ناقش الأمر مع جميع المستعبدين الآخرين في الطاقم باستثناء واحد لم يكن يثق به.
في 12 مايو 1862، أبحرت سفينة بلانتر عشرة أميال جنوب غرب تشارلستون ورست عند جزيرة كولز، وهي منطقة كونفدرالية على نهر ستونو، حيث جرى تحميل السفينة بأربعة بنادق كبيرة لنقلها إلى حصن في ميناء تشارلستون. في طريق العودة إلى تشارلستون، قام الطاقم بتحميل 200 رطل (91 كيلوغرامًا) من الذخيرة و72 مترًا مكعبًا من الحطب على متن السفينة.

في مساء يوم 12 مايو، رست المزرعة كما هو معتاد في رصيف الميناء أسفل مقر الجنرال ريبلي. نزل ضباطها البيض الثلاثة لقضاء الليل على الشاطئ، تاركين سمولز والطاقم على متنها. (حوكم الضباط الكونفدراليون الثلاثة وأُدين اثنان لاحقًا، إلا أن هذه الأحكام أُلغيت بعد فترة). قبل مغادرة الضباط، سأل سمولز الكابتن ريليا عن إمكانية قدوم عائلات أفراد الطاقم للزيارة، وهو أمر سُمح به أحيانًا، ووافق شريطة مغادرتهم قبل حظر التجول. عندما وصلت العائلات، كشف الرجال لهم الخطة.
كانت تك المرة الأولى التي علمت بها النساء والأطفال بالخطة، على الرغم من أن سمولز أخبر زوجته هانا بذلك مؤخرًا. كانت زوجته تعلم بأنه يتوق إلى الهروب ولكنها لم تدرك أنه كان يضع خطة وينوي تنفيذها. فوجئت بذلك، وسرعان ما استعادت رباطة جأشها وقالت له، «إنها مخاطرة يا عزيزي، ولكن يجب أن نكون أحرارًا مع أطفالنا. سأذهب حيث تذهب، وسأموت حيث تموت.» كانت النساء الأخريات أقل صمودًا، فبكين وصرخن عندما علمن بما يجري، وواجه الرجال صعوبة في تهدئتهن، وبمجرد أن تلاشت الصدمة، اعترفت هؤلاء النساء بأنهن سعيدات بفرصة الحرية.
في لحظة معينة، تظاهر ثلاثة من أفراد الطاقم بمرافقة أفراد أسرهم إلى المنزل ولكنهم ساروا حولهم واختبأوا على متن باخرة أخرى رست في رصيف شمال الأطلسي. نحو الساعة 3 صباحًا من 13 مايو، فر سمولز وسبعة من أفراد الطاقم الثمانية المستعبدين وتوجهوا إلى سفن الحصار التابعة للاتحاد. ارتدى سمولز زي القبطان وقبعة من القش تشبه قبعة القبطان. أبحر ببلانتر متجاوزًا رصيف الميناء الجنوبي وتوقف عند رصيف آخر لاصطحاب زوجته وأطفاله وعائلات أفراد الطاقم الآخرين.

قاد سمولز السفينة عبر حصون ميناء الكونفدرالية الخمسة دون أي حوادث، إذ أطلق إشارات صافرة البخار الصحيحة عند نقاط التفتيش. كان الكابتن تشارلز ريليا قائد بلانتر، فعمد سمولز إلى تقليد تصرفاته مرتديًا قبعة القش على سطح السفينة لخداع الكونفدراليين في الشاطئ والحصون. أبحرت بلانتر عبر حصن سمتر نحو الساعة الرابعة والنصف صباحًا.
تصاعدت مخاوف العبيد الأحرار مع اقترابهم من حصن سمتر. كان الحصن من أكثر الحصون الكونفدرالية المدججة بالسلاح والتي يتواجد فيها أكثر الجنود المشككين. ذكر أحد الرجال الذين كانوا على متن السفينة لاحقًا، «عندما اقتربنا من الحصن، شعر كل رجل باستثناء روبرت سمولز بركبتيه ترتجفان وبدأت النساء في البكاء والصلاة مرة أخرى». عندما اقتربت السفينة من الحصن، حث العديد من الرجال سمولز على أن يسلك مسارًا واسعًا. رفض سمولز، قائلًا إن مثل هذا السلوك سيثير الشكوك بالتأكيد. قاد السفينة على طول مسارها الطبيعي، ببطء، كما لو أنه يستمتع فقط بهواء الصباح الباكر ودون عجلة من أمره. عندما ومضت الإشارات من الحصن إلى السفينة، رد سمولز بإشارات اليد الصحيحة. بقيت السفينة متوقفة فترة طويلة. لم يرد الحصن على الفور، وتوقع سمولز أن تخترق نيران المدفع السفينة في أي لحظة. أخيرًا، أشار الحصن إلى أن كل شيء على ما يرام، وأبحر سمولز بسفينته خارج الميناء.
أُطلقت صافرات الإنذار فقط بعد أن أصبحت السفينة خارج نطاق المدفعية، فبدلًا من الاتجاه شرقًا نحو جزيرة موريس، توجه سمولز مباشرة إلى أسطول بحرية الاتحاد، واستبدل أعلام الكونفدراليين بملاءة سرير بيضاء أحضرتها زوجته. رصدت سفينة يو إس إس أون وورد التابعة للاتحاد سفينة بلانتر، وكان رجالها على وشك إطلاق النار إلى أن رأى أحد أفراد الطاقم العلم الأبيض. كانت رؤية الملاءة البيضاء مستحيلة في الظلام، ولكن شروق الشمس ساعد على رؤيتها.